# The Bird Store
The Bird Store è un film del 1932 diretto da Wilfred Jackson. È un cortometraggio animato della serie Sinfonie allegre, prodotto dalla Walt Disney Productions e uscito negli Stati Uniti il 16 gennaio 1932, distribuito dalla Columbia Pictures.

## Trama
In un negozio di animali specializzato in uccelli, vari volatili in gabbia cinguettano al ritmo della colonna sonora nei loro vari stili (tra cui un gruppo di uccelli che sembrano i Fratelli Marx). Un gatto osserva famelico i lavori e si fa strada attraverso una traversa aperta, scatenando il panico e un contrattacco organizzato. Il gatto rimane intrappolato nella gabbia mentre gli uccelli lo buttano fuori e la sua gabbia finisce sull'asta di una bandiera nel mezzo del canile della città.